# Vicente Mendiola
Vicente Mendiola Quezada (Chalco, Estado de México 7 de marzo de 1900 - Ciudad de México, 23 de febrero de 1993) Fue un arquitecto y pintor mexicano destacado por sus obras de la escuela moderna. Entre sus obras destacadas se encuentran la Inspección de Policía y Bomberos, la Fuente de la Diana Cazadora y el Monumento a la industria petrolera, todos en la Ciudad de México. 

## Biografía
Se formó con los miembros de la primera generación de la arquitectura moderna de México: Juan Segura, José Villagrán García y otros, y se recibió en 1925. Sus primeras obras son interesantes por su modernidad, en especial la Escuela al Aire Libre, realizada entre 1925 y 1926 con Roberto Álvarez Espinosa.
Sus edificios tempranos más conocidos fueron el edificio de la Alianza Ferrocarrilera (1926) en la colonia Tabacalera, creado junto a Carlos Greenham y Luis Alvarado en esos mismos años, y más tarde la Inspección de Policía y Cuartel de Bomberos (1928), en la esquina de las calles Revillagigedo e independencia en el Centro Histórico de la Ciudad de México, el edificio de Teléfonos de México (1929) en la colonia Tabacalera y la Parroquia Votiva de Nuestra Señora del Sagrado Corazón (1931) en el cruce de Génova y el Paseo de la Reforma. Sus características iniciales eran el art déco sobrio, recubriendo edificios de concreto y de planteo modernista y funcional. Pero su mayor interés estuvo desde temprano en la arquitectura y el arte, impulsado por su mentor intelectual, Federico Mariscal.
Esto lo llevó a distanciarse de Juan O'Gorman y José Villagrán, ya que su obra posterior se enraizaría en la búsqueda de un estilo neocolonial adaptado a la construcción moderna. Así construyó los mayores ejemplos de ese estilo, tan de moda en su época y luego tan criticado, como son el Palacio Federal de Toluca (1948), el Palacio Municipal de Guadalajara (1952) y la terminación de la Catedral de Toluca (1951-1979). La lista de sus obras es enorme, pero destacan el antiguo Hospital "Dr. Carlos Canseco" de Tampico (1934), la Aduana de Tijuana (1938), el Plan Regulador de Nuevo Laredo (1938), y más tarde los de Mexicali y Ciudad Juárez; la Aduana de Acapulco, el pabellón de México en la Exposición General de segunda categoría de Nueva York de 1939 fue regulada por la Oficina Internacional de 1939, el edificio de Petróleos Mexicanos —y luego Edificio de Gobernación en la Avenida Reforma (sólo el cuerpo moderno delantero)—, la terminación de la iglesia de María Auxiliadora en la colonia Santa Julia, los anexos de la iglesia de Loreto en el centro histórico, el Sindicato de Trabajadores Petroleros de la calle Guerrero y el Edificio de Estadísticas. 
Su eclecticismo le permitió, al manejar con calidad las vertientes formal-funcionales de la modernidad y la estética clásica y colonial, hacer obras significativas dentro de todas las variantes formales. El significado o la crítica a esta alternativa ecléctica en pleno siglo XX es un trabajo imposible de hacer aquí; queda abierto como uno de los temas aún no estudiados con la profundidad debida en la bibliografía de la arquitectura mexicana.
El monumento a la Industria Petrolera de México, tal como estaba originalmente ubicado, se hallaba en una glorieta, en el centro de intersección de las avenidas, en el sitio en que había funcionado una estación de gasolina. Para lograr salvar el desnivel que la calle tenía, fue construida una plataforma de tierra cubierta con pasto, más elevada por el lado norte.

## Distinciones
- Premio Universidad Nacional en el área de aportación artística y extensión de la cultura. (1985) Otorgado por su gran aportación a la docencia y a la investigación[3]

## Galería
|                                           |
| Edificio de la alianza de ferrocarrileros |

|                                             |
| Inspección de Policía y Cuartel de Bomberos |

|                     |
| Fuente de petróleos |

|                                  |
| Palacio Municipal de Guadalajara |

|                                      |
| Terminación de la Catedral de Toluca |

|                                            |
| Terminación de la Parroquia de Santa Julia |

|                                      |
| Rotonda de los Jaliscienses Ilustres |

|                                                |
| Kiosco de la plaza de Ciudad Guzmán en Jalisco |

|                             |
| Fuente de la Diana Cazadora |

|                                                     |
| Fachada neocolonial del Palacio Municipal de Toluca |

|                                          |
| Palacio de Gobierno del Estado de México |

|                                             |
| Torres y cúpula de la parroquia de Sultepec |